# 초록노랑박쥐
초록노랑박쥐(Scotophilus viridis)는 애기박쥐과에 속하는 박쥐의 일종이다. 베넹과 보츠와나, 부르키나 파소, 카메룬, 중앙아프리카공화국, 차드, 코트디부아르, 에티오피아, 감비아, 가나, 케냐, 마다가스카르, 말라위, 말리, 모잠비크, 나미비아, 니제르, 나이지리아, 세네갈, 남아프리카공화국, 수단, 탄자니아, 토고, 잠비아 그리고 짐바브웨에서 발견된다. 자연 서식지는 건조 사바나 지역과 습윤 사바나 지역이다.